# Charles Armstrong
Charles Ewing Armstrong (Filadelfia, 23 ottobre 1881 – West Point, 12 marzo 1952) è stato un canottiere statunitense.
Armstrong partecipò ai Giochi olimpici di Saint Louis 1904 con la squadra Vesper Boat Club nella gara di otto, in cui conquistò la medaglia d'oro.

## Palmarès
In carriera ha conseguito i seguenti risultati:
- Giochi olimpici

St. Louis 1904: oro nell'otto.